# Cubiculum

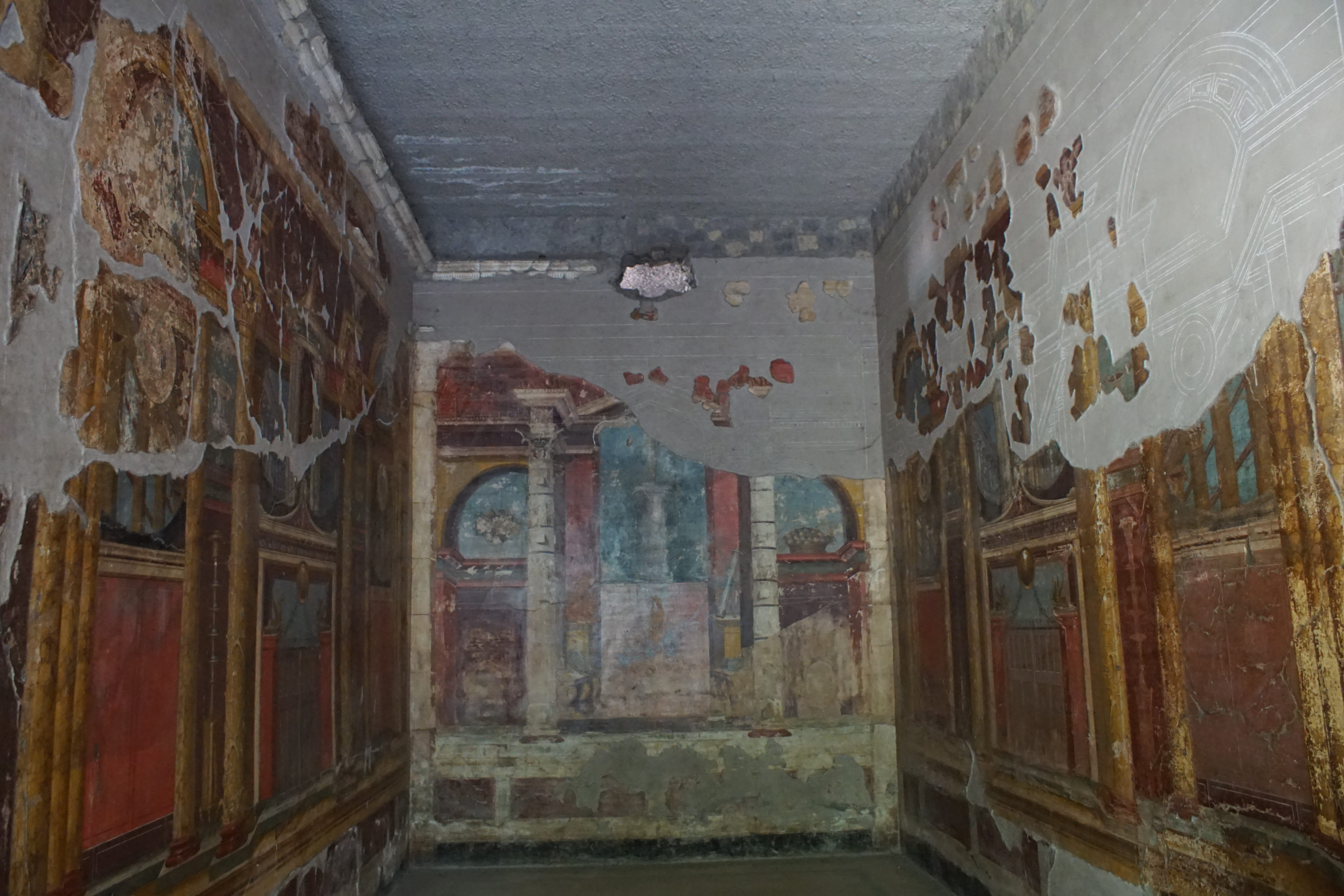
Cubiculum van de Romeinse villa in Oplontis.

Cubiculum is de Latijnse term voor een betrekkelijk kleine ruimte, zoals een private (slaap)kamer in een domus, een stadswoning van de rijkere Romeinen.
Men maakte een onderscheid tussen cubicula diurna (voor overdag) en nocturna (voor 's nachts). Rond het atrium van een Romeinse villa lagen cubicula die onder andere dienst deden als ontvangstruimte of bibliotheek. Deze kleinere vertrekken waren meestal van een ligbed voorzien, want ook lezen, studeren en schrijven geschiedde bij de Romeinen meestal in liggende houding.
De latere Romeinse keizers namen ook de gewoonte aan, bij de openbare spelen niet op een podium of balkon te zitten, maar in een soort loge of cubiculum op een rustbed liggende de spelen gade te slaan.
Ook een grafkamer in de catacomben werd cubiculum genoemd.

## Referentie
- art. cubiculum, in J.G. Schlimmer - Z.C. De Boer, Woordenboek der Grieksche en Romeinsche Oudheid, Haarlem, 19203, p. 210.